# 寺地賢二郎
寺地 賢二郎（てらち けんじろう、1963年 - ）は、日本の剣道家（教士八段）。警視庁警察官・元剣道日本代表。現在、警視庁剣道指導室師範。実兄は寺地種寿（警視庁所属）、実弟は寺地四幸（警視庁所属）、甥は寺地隆成（プロ野球選手。兄・種寿の三男）である。

## 経歴
- 1963年（昭和38年）- 鹿児島県で誕生。
- 小学生時代に、鹿児島県阿久根市の「大川剣道少年団」に入り、剣道を始める。下薗重志に師事。
- 1975年4月 - 阿久根市立大川中学校に入学。
- 1977年　　-　全国中学校総合体育大会で団体優勝を収める。
- 1978年4月 - 鹿児島商工高等学校（現．樟南高等学校）に進学。
- 1981年4月 - 法政大学に進学。
- 1985年4月 - 警視庁に奉職。現在に至る。
- 2009年5月1日 - 八段審査に合格。教士八段。

## 戦績
全日本選抜剣道七段選手権大会
- 第11回2000年 - 優勝
- 第14回2003年 - 準優勝

全国警察選手権大会 ＜個人戦＞
- 1994年 - 優勝